# Célio Alves Dias
Célio Alves Dias (ur. 8 grudnia 1971 roku w Makau) – kierowca wyścigowy z Makau.

## Kariera
Od 2012 roku Dias startuje w azjatyckich wyścigach World Touring Car Championship.

## Statystyki
| Sezon | Seria                                                    | Zespół              | Wyścigi | Zwycięstwa | PP | NO | Podium | Punkty | Pozycja |
| ----- | -------------------------------------------------------- | ------------------- | ------- | ---------- | -- | -- | ------ | ------ | ------- |
| 2012  | World Touring Car Championship                           | China Dragon Racing | 2       | 0          | 0  | 0  | 0      | 0      | NS      |
| 2012  | World Touring Car Championship - Yokohama Drivers Trophy | China Dragon Racing | 2       | 0          | 0  | 0  | 0      | 0      | NS      |
| 2013  | World Touring Car Championship                           | China Dragon Racing | 2       | 0          | 0  | 0  | 0      | 1      | 25      |
| 2013  | World Touring Car Championship - Independent's Trophy    | China Dragon Racing | 2       | 0          | 0  | 0  | 0      | 10     | 16      |